# Tabanus atropilosus
Tabanus atropilosus är en tvåvingeart som beskrevs av Burger 1988. Tabanus atropilosus ingår i släktet Tabanus och familjen bromsar. Inga underarter finns listade i Catalogue of Life.